# Мачказерово
Мачказе́рово (рос. Мачказерово, ерз. Мачказерово) — село у складі Чамзінського району Мордовії, Росія. Входить до складу Медаєвського сільського поселення.

## Населення
Населення — 118 осіб (2010; 141 у 2002).
Національний склад (станом на 2002 рік):
- росіяни — 87 %